# Котеджинг

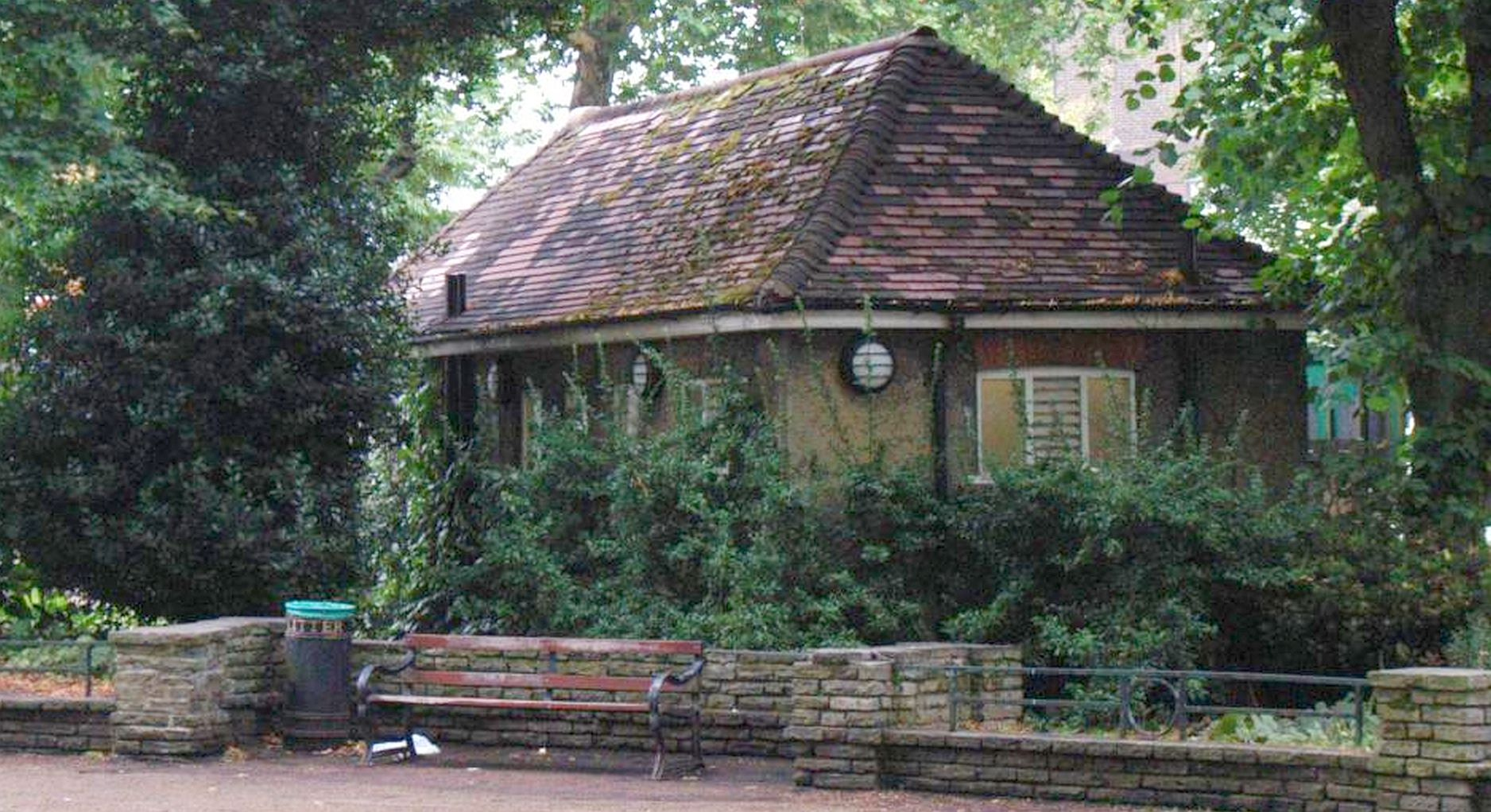
Громадський туалет в лондонському парку (район Камден), зовні схожий на невеликий котедж

Котеджинг (від англ. cottaging) — слово зі сленгу британських геїв, яке вказує на анонімний секс між чоловіками в громадському туалеті  або на процедуру домовляння в туалеті про секс в іншому місці.
У деяких країнах сексуальні дії в громадських туалетах вважаються правопорушенням.

## Етимологія
Слово «котедж» під час Вікторіанської епохи стало використовуватись у Великій Британії для позначення окремо розташованих громадських туалетів, які своїм зовнішнім виглядом нагадують невеличкі котеджі. До 1960 року така назва туалетів перетворилась виключно в гомосексуальний сленг. Хоча це слово в цьому сенсі зустрічається і в інших частинах світу, але переважно використовується саме у Великій Британії. Наприклад, серед американських геїв громадські туалети називають «чайні кімнати» (англ. tea rooms).

## Розташування
«Котеджі» зазвичай знаходяться в місцях з великою кількістю людей — автовокзали, залізничні вокзали, аеропорти, університетські містечка. Часто в стінках між кабінами роблять отвори. Для обміну намірами й уточнення характеру контакту чоловіками з сусідніх кабін використовуються умовні сигнали ногами. У деяких інтенсивно використовуваних «котеджах» розвивається свій етикет — спостерігач може попереджати, якщо заходить звичайний відвідувач.
З 1980-х років все більше людей з адміністрацій стали більш обізнані про існування «котеджів» в місцях, що знаходяться під їх юрисдикцією. У деяких випадках була зменшена висота дверей кабінок або навіть вони були повністю видалені. При цьому перегородки між кабінками подовжили до самої підлоги, щоб запобігти передачі сигналів ногами.

## «Котеджі» як місця для зустрічей
До широкого розвитку ЛГБТ-руху «котеджі» були серед тих небагатьох місць, де занадто молоді люди, яких через вік не пускали в гей-бари, могли познайомитись з людьми, які напевно були геями. Багато, якщо не більшість, геїв і бісексуальних чоловіків в той час, на відміну від наших днів, були самотні, не було майже ніяких публічних гей-спільнот для тих, хто не досяг віку, після якого законом дозволено купувати алкоголь. З розвитком Інтернету термін трансформувався в кіберкоттеджинг (англ. cybercottage), а секс безпосередньо в громадському туалеті втратив популярність.
У наш час подібна практика вийшла за межі гомосексуальної субкультури. Сцени з використанням отворів в стінках часто з'являються в порнографічних і еротичних фільмах, мають відтворення у масовій культурі. Подібне облаштування зустрічається, наприклад, в свінгер-клубах, кабінках секс-кінотеатрів, які відвідуються і жінками.
Анонімні сексуальні контакти надзвичайно небезпечні, оскільки несуть великі ризики зараження хворобами, що передаються статевим шляхом, особливо в разі незахищеного сексу без використання презервативів.

## Правовий статус
Сексуальні дії в громадських туалетах поза законом в багатьох країнах. Традиційно у Великій Британії громадський гей-секс є причиною звинувачення і засудження за «грубу непристойність». Закон про статеві злочини 1967 року дозволяє гомосексуальні контакти за згодою, особам не молодше 21 року, і при дотриманні приватності («при закритих дверях»). У законі окремо обумовлено, що знаходження в громадських туалетах навіть при замкнених кабінках не є дотриманням вимоги «приватності». Закон про статеві злочини 2003 року трактує ці дії як «непристойну поведінку». У багатьох випадках, коли справа доходила до суду, виникало питання про провокації. Таємні агенти поліції, видаючи себе за гомосексуалів, намагалися спокусити інших людей, яких потім заарештовували за непристойну поведінку. Така практика істотно скоротилася після того, як один з суддів вирішив, що для факту правопорушення недостатньо отримати просту згоду, потрібно як мінімум доторкнутись до іншого чоловіка з сексуальними намірами, щоб мати докази злочину.

## Котеджинг у культурі
- У фільмі «Будь собою» (1998 рік), знятому за п'єсою «What's Wrong With Angry?» (1992 рік), однією з головних тем є знайомство через котеджинг[17].
- Китайський фільм «Східний палац, Західний палац» («East Palace, West Palace», 1996 рік) зображує котеджинг у Пекіні[18].
- П'єса «Чума над Англією» (англ. Plague Over England[en], прем'єра у 2008 році) заснована на історії арешту і засудження за котеджинг відомого англійського актора Джона Гілгуда[19].
- У 12-му розділі роману «Нові центуріони» (англ. The New Centurions[en], Джозеф Уембо, 1971 рік) розповідається про випадки котеджинга в США і протидії цьому[20].